# Jacques François Bache
Pour les articles homonymes, voir Bache.
Jacques François Bache, né le 2 novembre 1744 à Rouen et mort le 27 août 1808 à Maisons-Alfort, est un général français de la révolution. Il est le père de la femme de lettre Rose Céleste Bache, comtesse Vien.

## États de service
Il commence ses services le 27 février 1766, comme garde d'Harcourt, jusqu'à fin 1784. Chef d'un dépôt de verrerie, il est volontaire dans la garde nationale parisienne le 14 juillet 1789, et il devient commandant de la 2e compagnie de chasseurs du Louvre le 1er mars 1790.
Il est promu général de brigade le 14 avril 1794, alors qu'il n'est que capitaine. Il est destitué le 9 juin 1794, par arrêté du comité de salut public pour ivrognerie.
Le 7 novembre 1794, sa suspension est levée, et il est autorisé à servir en qualité de commandant temporaire le 19 décembre 1794. Au mois d'août 1800, il est affecté à la 17e division militaire à Paris.
À la fin de sa vie, il est surveillant de l'école impériale vétérinaire d'Alfort ; il meurt en cette ville le 28 août 1808.

## Sources
- Étienne Charavay, Correspondance général de Carnot, tome 4, imprimerie Nationale, 1907.
- "darnault-mil" et "napoleon-series"